# Armando Jaramillo Valderrama
Armando Jaramillo Valderrama (Santiago de Chile, 10 de mayo de 1886 - 29 de diciembre de 1932) fue un político y abogado chileno.

## Familia y estudios
Era hijo de José Domingo Jaramillo Urzúa y de Jesús Valderrama Lira, era sobrino del abogado y político José María Valderrama Lira. Estudió en el Instituto Nacional, luego ingresó a estudiar Derecho en la Universidad de Chile. Juró como abogado el 10 de mayo de 1910. Su tesis de grado se tituló Inestabilidad de Nuestro Sistema Tributario.
Se casó con Adriana Lyon Vial y tuvieron un hijo de igual nombre que también llegó a ser Senador de la República.

## Carrera política

### Inicios y diputado
Alcalde de la ciudad de Nancagua (1909), ubicada al poniente de San Fernando, en la provincia de Colchagua. En la administración de Ramón Barros Luco ocupó varias carteras ministeriales, siendo militante del Partido Liberal, Vicepresidente de la Convención Liberal (1919) y Vicepresidente del partido ese mismo año.
Fue elegido diputado por San Fernando en tres períodos consecutivos (1915-1924). Integró en esas ocasiones la Comisión de Guerra y Marina. Fue primer vicepresidente de la Cámara de Diputados (1918-1919). Integró además la Comisión de Legislación Social, Policía Interior y Justicia.

### Ministro de Estado
Fue Ministro de Industria, Obras Públicas y Ferrocarriles (1 al 23 de julio de 1920), en la administración de Juan Luis Sanfuentes. Nuevamente ocupó esa cartera con Arturo Alessandri (3 de noviembre de 1921 al 22 de marzo de 1922). En su gestión reformó el reglamento sobre contratos de obras públicas, impulsó los proyectos de electrificación ferroviaria y la construcción de vías trasandinas, creó el Consejo de Enseñanza Profesional y la Contabilidad del Servicio Caminero.
Ocupó la secretaría de estado correspondiente a Justicia e Instrucción Pública (23 de diciembre de 1920 al 16 de agosto de 1921), bajo la administración de Arturo Alessandri Palma. Durante este tiempo impulsó la reforma al Código Penal.
Como ministro subrogante, asumió el Ministerio de Relaciones Exteriores, Culto y Colonización (6 de mayo al 18 de junio de 1921; y del 3 de enero al 1 de febrero de 1924). Su gestión fue relevante en el intento de fortalecer la inmigración de europeos cultos e intelectuales para poblar las zonas agrícolas del sur del país. Además, logró importantes acuerdos limítrofes con Argentina.
Fue Ministro del Interior en tres oportunidades (1 de abril al 14 de julio de 1922; 8 al 29 de agosto de 1922; y 29 de enero hasta el 27 de agosto de 1925). En esta última gestión, estuvo en un inicio bajo la administración de Emilio Bello Codesido y la Junta de Gobierno y mantuvo el cargo tras el retorno de Arturo Alessandri Palma. Su gestión debió limitar la libertad de prensa, apresar y deportar a algunas personalidades contrarias al Gobierno; declaró el estado de sitio en algunas provincias y en definitiva preparó el camino para el presidente Alessandri que regresaba del extranjero. Además, durante su ministerio se dictó la ley de inscripciones electorales, que permitió reformular el Congreso de 1926. 
Finalmente, fue ministro subrogante de Higiene, Asistencia Pública, Previsión Social y Trabajo (30 de junio al 27 de julio de 1925).

### Senador y actividades posteriores
Elegido senador por Talca, para el periodo 1924-1930; en el Senado integró la Comisión de Relaciones Exteriores y Culto. Sin embargo, el Congreso fue disuelto el 11 de septiembre de 1924, por Decreto de la Junta de Gobierno, suspendiendo las funciones constitucionales y la labor de los parlamentarios.
Reelecto al Senado, por la agrupación provincial de O´Higgins, Colchagua y Curicó, para el periodo 1926-1934; en la oportunidad integró la Comisión de Ejército y Marina; la de Higiene y Asistencia Pública y la de Trabajo y Previsión Social.
El movimiento revolucionario que estalló el 4 de junio de 1932, que terminó con el gobierno de Juan Esteban Montero, decretó el 6 del mismo mes la disolución del Congreso Nacional, dejándole nuevamente sin su escaño parlamentario.
Posteriormente fue presidente del Banco Central (1932-1933) y socio del Centro Liberal y del Club de la Unión.